# Ата (остров)
Ата (тонг. 'Ata) — остров в группе Тонгатапу архипелага Островов Тонга в юго-западной части Тихого океана. Принадлежит Королевству Тонга.

## География

Карта острова Ата

Остров является самым южным островом Королевства Тонга, расположен примерно в 160 км к юго-западу от островов Тонгатапу. Ближайший материк, Австралия, находится в 3000 км.
Ата имеет вулканическое происхождение и, вероятно, является старейшим островом в западной цепи вулканических островов архипелага Тонга. За всю историю наблюдения человеком каких-либо вулканических процессов на острове зарегистрировано не было. Площадь — 2,3 км². Остров покрыт густой растительностью, среди которой преобладают кокосовые пальмы. Распространены инжир, хлебное дерево. Гнездятся морские птицы. Единственное млекопитающее острова — малая крыса.
Климат на Ата тропический. Случаются разрушительные циклоны и землетрясения.

## История
Европейским первооткрывателем Ата стал голландский путешественник Абел Тасман, открывший остров 19 января 1643 года. Из-за того, что вблизи Ата мореплаватель увидел большое количество птиц, он назвал остров Pylstaert Eylant (в современном голландском написании — Pijlstaart), что означает «хвост стрелой» или «стрелохвост» (так называли тропических птиц-фаэтонов). Из-за плохой погоды Тасману не удалось высадиться на острове.
В период между 1862 и 1864 годами Ата значительно пострадал от перуанских работорговцев: практически всё население было вывезено на другие острова Океании и в Перу на разработки гуано.
Чтобы спасти оставшееся население, король Джордж Тупоу I эвакуировал оставшихся жителей на остров Эуа. С тех пор Ата необитаем.
В 1965 году у берегов острова потерпела крушение лодка с шестью тонганскими мальчиками. Они прожили на острове 15 месяцев, после чего были спасены австралийским рыбаком.

## Население
В настоящее время[когда?] остров необитаем, хотя в 1860-х годах на нём проживало постоянное население.